# Hugo Siquet
Hugo Siquet, né le 9 juillet 2002 à Marche-en-Famenne en Belgique, est un footballeur international belge qui joue au poste de défenseur au Club Bruges KV.

## Biographie

### En club

#### Standard de Liège
Repéré lors d'un tournoi de jeunes alors qu'il joue dans l'équipe de son village, Petit-Han, près de Durbuy, il intègre l'équipe U8 du Standard de Liège en 2009. Il fait ensuite toutes ses classes d'âge dans le club liégeois.
Ayant signé son premier contrat professionnel avec le Standard en juillet 2020, Siquet fait ses débuts avec l'équipe première du Standard le 5 novembre 2020, lors d'une défaite 3-1 en Ligue Europa face au Lech Poznań.
Après avoir également fait ses débuts en championnat quelques jours après, le jeune arrière droit s'intègre peu à peu dans la rotation du club de Liège, dont il devient un élément central dès la deuxième partie de la saison 2020-2021, accumulant les titularisations ainsi que les passes décisives.

#### SC Fribourg
Le 1er décembre 2021, les clubs du Standard de Liège et du SC Fribourg officialisent le transfert de Siquet vers la Bundesliga. Le jeune belge de 19 ans est transféré pour un montant de près de 5,5 millions d'euros et jusqu'en 2026. Il rejoint le club allemand le 1er janvier 2022.

#### Prêt au Cercle Bruges KSV
Très peu utilisé (108 minutes en quatre rencontres) par le SC Fribourg, il est prêté en janvier 2023 jusqu'à la fin de la saison au Cercle de Bruges. Il est titulaire le 18 janvier contre l'Union saint-gilloise. Il trouve rapidement sa place dans le onze de base brugeois. Le 4 mars 2023, il inscrit son premier but pour les verts et noirs contre Seraing en convertissant un coup franc direct (victoire 3-1).
En juin 2023, le Cercle obtient la prolongation du prêt du joueur pour la saison 2023-2024. Le 20 décembre 2023, contre le KV Courtrai, il quitte le terrain pour blessure lors de sa 19e titularisation en autant de matches du championnat belge. Les examens révèlent une lésion aux muscles ischios-jambiers avec une durée d’indisponibilité évaluée à environ huit semaines. Il reprend la compétition le 17 mars 2024 et retrouve une place de titulaire le 7 avril.

#### Club Bruges KV
Le 23 juillet 2024, il est transféré pour trois millions d'euros avec un contrat pour quatre saisons chez les voisins du Cercle et champions de Belgique en titre du Club Bruges KV. Après avoir disposé de peu de temps de jeu durant les six premiers matches du championnat, il ne participe plus à aucune rencontre de l'équipe première depuis le 1er septembre 2024. Il est de retour le 22 décembre en toute fin de match. Il monte au jeu quatre jours plus tard contre Westerlo et inscrit son premier but pour les Blauw en Zwart deux minutes après sa rentrée puis le but de victoire (4-3) en transformant en deux temps un penalty à la fin du temps additionnel de la rencontre,. Le 4 mai 2025, il est titulaire pour la finale de la coupe de Belgique contre le RSC Anderlecht et participe à la victoire de son équipe en étant passeur par un centre sur le premier goal du match inscrit par Romeo Vermant (victoire 2-1).

### En sélections nationales
Hugo Siquet est international belge en équipes de jeunes, dès les moins de 16 ans, devenant ensuite un cadre de l'équipe des moins de 17 ans — dont il porte notamment à plusieurs reprises le brassard de capitaine — et avec qui il participe à l'Euro 2019, où la sélection belge junior atteint les quarts de finale,.
Passé par les moins de 18 ans en cette même année 2019, il est sélectionné en espoirs pour la première fois à l'été 2021, après deux années marquées par le covid et l'absence de compétitions internationales juniors, faisant ses débuts avec la sélection le 4 juin 2021, à l'occasion d'un match amical contre le Kazakhstan,.
Le 1er septembre 2023, il est repris sur la liste des 24 joueurs sélectionnés par Domenico Tedesco pour les deux prochaines rencontres des Diables Rouges, en Azerbaïdjan et contre l'Estonie, dans le cadre des qualifications pour l'Euro 2024. Le 12 septembre 2023, il joue son premier match avec les Diables rouges contre l'Estonie (victoire 5-0) en montant au jeu à la 66e minute en remplacement de Timothy Castagne. Mais, le mois suivant, il ne figure pas sur la liste pour affronter l'Autriche et la Suède. Il est alors repris en équipe espoirs.

## Style de jeu
Hugo Siquet est un droitier jouant comme latéral droit en défense ou dans l'entrejeu. Sa principale qualité est sa faculté de se porter vers l'avant pour centrer rapidement et avec précision vers la surface de réparation. Il botte souvent les coups francs ainsi que les corners des deux côtés. Ses centres et ses coups de pied arrêtés procurent souvent de nombreuses occasions de but et passes décisives[réf. nécessaire].

## Statistiques

### En club
| Saison                | Club                     | Championnat           | Championnat | Championnat | Championnat | Coupe(s) nationale(s) | Coupe(s) nationale(s) | Coupe(s) nationale(s) | Compétition(s) continentale(s) | Compétition(s) continentale(s) | Compétition(s) continentale(s) | Compétition(s) continentale(s) | Autres compétitions | Autres compétitions | Autres compétitions | Autres compétitions | Total | Total | Total |
| Saison                | Club                     | Division              | M.          | B.          | P.d.        | M.                    | B.                    | P.d.                  | Comp.                          | M.                             | B.                             | P.d.                           | Comp.               | M.                  | B.                  | P.d.                | M.    | B.    | P.d.  |
| 2020-2021             | Standard de Liège        | Division 1A           | 16          | 0           | 5           | 5                     | 0                     | 0                     | C3                             | 1                              | 0                              | 0                              | PO2                 | 4                   | 0                   | 1                   | 26    | 0     | 6     |
| 2021-2022             | Standard de Liège        | Division 1A           | 17          | 0           | 1           | -                     | -                     | -                     | -                              | -                              | -                              | -                              | -                   | -                   | -                   | -                   | 17    | 0     | 1     |
| Sous-total            | Sous-total               | Sous-total            | 33          | 0           | 6           | 5                     | 0                     | 0                     | -                              | 1                              | 0                              | 0                              | -                   | 4                   | 0                   | 1                   | 43    | 0     | 7     |
| 2021-2022             | SC Fribourg              | Bundesliga            | 1           | 0           | 0           | -                     | -                     | -                     | -                              | -                              | -                              | -                              | -                   | -                   | -                   | -                   | 1     | 0     | 0     |
| 2022-2023             | SC Fribourg              | Bundesliga            | 2           | 0           | 0           | 0                     | 0                     | 0                     | C3                             | 1                              | 0                              | 0                              | -                   | -                   | -                   | -                   | 3     | 0     | 0     |
| Sous-total            | Sous-total               | Sous-total            | 3           | 0           | 0           | 0                     | 0                     | 0                     | -                              | 1                              | 0                              | 0                              | -                   | -                   | -                   | -                   | 4     | 0     | 0     |
| 2021-2022             | SC Fribourg II           | 3. Liga               | 4           | 1           | 1           | -                     | -                     | -                     | -                              | -                              | -                              | -                              | -                   | -                   | -                   | -                   | 4     | 1     | 1     |
| 2022-2023             | SC Fribourg II           | 3. Liga               | 2           | 0           | 0           | -                     | -                     | -                     | -                              | -                              | -                              | -                              | -                   | -                   | -                   | -                   | 2     | 0     | 0     |
| Sous-total            | Sous-total               | Sous-total            | 6           | 1           | 1           | -                     | -                     | -                     | -                              | -                              | -                              | -                              | -                   | -                   | -                   | -                   | 6     | 1     | 1     |
| 2022-2023             | Cercle Bruges KSV (prêt) | Division 1A           | 14          | 2           | 2           | -                     | -                     | -                     | -                              | -                              | -                              | -                              | PO2                 | 6                   | 0                   | 0                   | 20    | 2     | 2     |
| 2023-2024             | Cercle Bruges KSV (prêt) | Division 1A           | 20          | 0           | 3           | 1                     | 0                     | 0                     | -                              | -                              | -                              | -                              | PO1                 | 10                  | 0                   | 0                   | 31    | 0     | 3     |
| Sous-total            | Sous-total               | Sous-total            | 34          | 2           | 5           | 1                     | 0                     | 0                     | -                              | -                              | -                              | -                              | -                   | 16                  | 0                   | 0                   | 51    | 2     | 5     |
| 2024-2025             | Club NXT                 | Division 1B           | 1           | 1           | 0           | -                     | -                     | -                     | -                              | -                              | -                              | -                              | -                   | -                   | -                   | -                   | 1     | 1     | 0     |
| 2024-2025             | Club Bruges KV           | Division 1A           | 14          | 2           | 1           | 3                     | 0                     | 1                     | C1                             | 4                              | 0                              | 0                              | PO1                 | 7                   | 0                   | 0                   | 28    | 2     | 2     |
| 2025-2026             | Club Bruges KV           | Division 1A           | 2           | 0           | 0           | -                     | -                     | -                     | C1                             | 2                              | 0                              | 0                              | -                   | -                   | -                   | -                   | 4     | 0     | 0     |
| Sous-total            | Sous-total               | Sous-total            | 16          | 2           | 1           | 3                     | 0                     | 1                     | -                              | 6                              | 0                              | 0                              | -                   | 7                   | 0                   | 0                   | 32    | 2     | 2     |
| Total sur la carrière | Total sur la carrière    | Total sur la carrière | 93          | 6           | 13          | 9                     | 0                     | 1                     | -                              | 8                              | 0                              | 0                              | -                   | 26                  | 0                   | 1                   | 136   | 6     | 15    |

### En sélections nationales
| Saison                | Sélection             | Phases finales        | Phases finales | Phases finales | Phases finales | Éliminatoires CDM | Éliminatoires CDM | Éliminatoires CDM | Éliminatoires EURO | Éliminatoires EURO | Éliminatoires EURO | Ligue des Nations | Ligue des Nations | Ligue des Nations | Matchs amicaux | Matchs amicaux | Matchs amicaux | Total | Total | Total |
| Saison                | Sélection             | Compétition           | M              | B              | Pd             | M                 | B                 | Pd                | M                  | B                  | Pd                 | M                 | B                 | Pd                | M              | B              | Pd             | M     | B     | Pd    |
| --------------------- | --------------------- | --------------------- | -------------- | -------------- | -------------- | ----------------- | ----------------- | ----------------- | ------------------ | ------------------ | ------------------ | ----------------- | ----------------- | ----------------- | -------------- | -------------- | -------------- | ----- | ----- | ----- |
| 2023-2024             | Belgique              | -                     | -              | -              | -              | -                 | -                 | -                 | 1                  | 0                  | 0                  | -                 | -                 | -                 | -              | -              | -              | 1     | 0     | 0     |
| Total sur la carrière | Total sur la carrière | Total sur la carrière | -              | -              | -              | -                 | -                 | -                 | 1                  | 0                  | 0                  | -                 | -                 | -                 | -              | -              | -              | 1     | 0     | 0     |

### Matchs internationaux
| Matchs internationaux de Hugo Siquet, | Matchs internationaux de Hugo Siquet, | Matchs internationaux de Hugo Siquet,   | Matchs internationaux de Hugo Siquet, | Matchs internationaux de Hugo Siquet, | Matchs internationaux de Hugo Siquet, | Matchs internationaux de Hugo Siquet, | Matchs internationaux de Hugo Siquet,                               |
| #                                     | Date                                  | Lieu                                    | Adversaire                            | Résultat                              | Compétition                           | Club                                  | Notes                                                               |
| ------------------------------------- | ------------------------------------- | --------------------------------------- | ------------------------------------- | ------------------------------------- | ------------------------------------- | ------------------------------------- | ------------------------------------------------------------------- |
| 1                                     | 12 septembre 2023                     | Stade Roi Baudouin, Bruxelles, Belgique | Estonie                               | V 5 - 0                               | Éliminatoires de l'Euro 2024          | Cercle Bruges KSV                     | Entre en jeu à la place de Timothy Castagne à la 59e minute de jeu. |

## Palmarès

### En club
|  |  | Standard de Liège - Coupe de Belgique : - Finaliste : 2021. |  | Club Bruges KV - Championnat de Belgique : - Vice-champion : 2025. - Coupe de Belgique (1) : - Vainqueur : 2025. |

## Vie privée
Hugo Siquet est le neveu de Thierry Siquet, également footballeur, actif dans les années 1990 et sélectionneur national des équipes de Belgique de jeunes de 2014 à 2023, des moins de 15 ans jusqu'aux moins de 19 ans.